# Királyok völgye 19

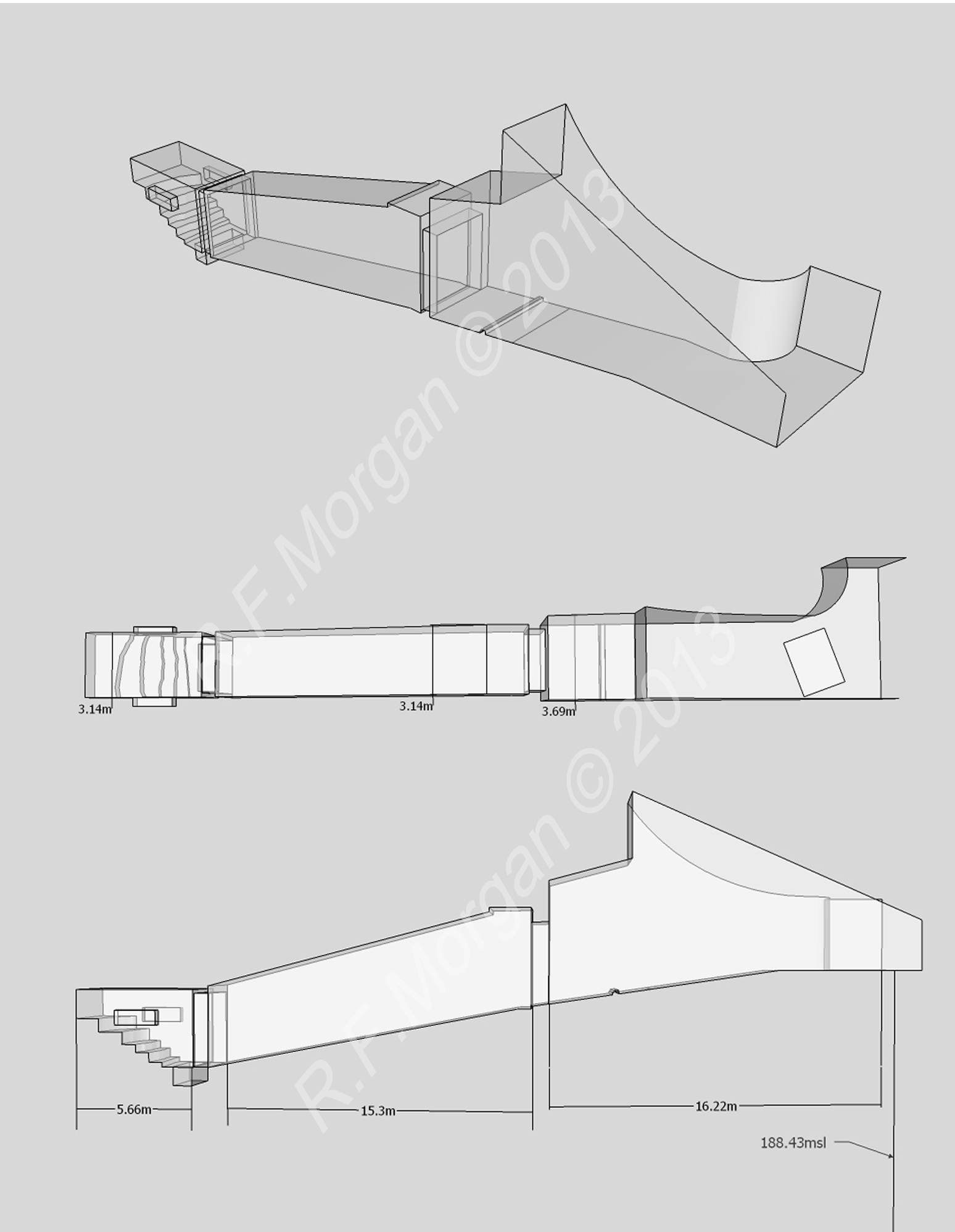
A sír izometrikus képe, alaprajza és oldalnézeti metszete egy 3D-modell alapján

A Királyok völgye 19 (KV19) egy egyiptomi sír a Királyok völgye keleti völgyében, a délkeleti vádi délkeleti ágában. A XX. dinasztiához tartozó Ramszesz-Széthherkhopsef, III. Ramszesz egyik fia számára épült, aki azonban bátyjai és unokaöccsei halála után VIII. Ramszesz néven trónra lépett, és így a sírt már nem tartotta megfelelőnek a maga számára. Valódi temetkezési helye ismeretlen. A KV19 sírt később felhasználták IX. Ramszesz egyik fia, Montuherkhopsef herceg temetéséhez. A sírt Giovanni Battista Belzoni tárta fel 1817-ben. Belzoni után ásatott itt James Burton (1825), Howard Carter (1903) és Edward R. Ayrton (1905-06), valamint tanulmányozta a sírt a francia-toszkán expedíció (1828-29) és Karl Richard Lepsius (1844-45).

## Leírása
A sír egyenes tengelyű, 38,68 m hosszú, területe 132,83 m². Egy folyosóból áll, a második befejezetlen maradt. A folyosók szokatlanul szélesek (2,74–3,79 méter). A megkezdett második folyosó elején aknát vájtak a talajba, amibe lehetséges, hogy temettek. Az igen jó állapotban fennmaradt dekorációk a herceget ábrázolják apja kíséretében különféle istenek – Ozirisz, Honszu, Thot, Ptah – előtt, illetve a Halottak Könyve szövegei szerepelnek a falakon hieratikus írással. A herceg múmiája nem került elő a sírból, későbbi, valószínűleg XXII. dinasztia korabeli másodlagos temetkezésekhez tartozók viszont igen.
A Régiségek Legfelsőbb Tanácsa üveglapokkal fedte le a fal dekorációját, fa járólapot fektetett le és kapuval zárta le a sírt.

## Külső hivatkozások
- Theban Mapping Project: KV19